# Magdalena Peñasco
Magdalena Peñasco es una localidad del estado mexicano de Oaxaca. Es cabecera del municipio de Magdalena Peñasco.

## Demografía
| Censo | Población |
| ----- | --------- |
| 1900  | 2156      |
| 1910  | 2406      |
| 1921  | 1983      |
| 1930  | 1472      |
| 1940  | 2096      |
| 1950  | 2629      |
| 1960  | 2920      |
| 1970  | 999       |
| 1980  | 222       |
| 1990  | 437       |
| 1995  | 307       |
| 2000  | 249       |
| 2005  | 317       |
| 2010  | 317       |
| 2020  | 463       |